# Julius III
Julius III, född Giovanni Maria Ciocchi del Monte 10 september 1487 i Monte San Savino, död 23 mars 1555 i Vatikanen, var påve från den 7 februari 1550 till sin död, 23 mars 1555.

## Biografi
Giovanni Maria Ciocchi del Monte var son till den framstående juristen Vincenzo Ciocchi del Monte och dennes hustru Cristofora Saracini. Han fick sin utbildning i romersk klassisk litteratur av humanisten Raffaele Lippo Brandolini. Senare studerade han juridik vid Perugias och Sienas universitet. 1513 vigdes Ciocchi del Monte till ärkebiskop av Siponto och efterträdde sin farbror Antonio Maria Ciocchi del Monte. 1520 överflyttades han till biskopsstolen i Pavia.
Under Roms skövling våren 1527 togs Ciocchi del Monte som gisslan av Karl V:s legoknektar. Kardinal Pompeo Colonna räddade honom från att bli dödad på Piazza Campo dei Fiori i centrala Rom.
Under början av 1530-talet var Ciocchi del Monte påvlig legat i norra Italien. Han utsågs i december 1536 av påven Paulus III till kardinal (kardinalpräst) av San Vitale. I oktober 1543 utnämndes han till kardinalbiskop av Palestrina. Den 13 december 1545 öppnade Ciocchi del Monte tillsammans med två av sina kardinalskolleger, Marcello Cervini och Reginald Pole, det Tridentinska mötet, som kom att besluta om genomgripande reformer inom Romersk-katolska kyrkan.

### Pontifikat
Påven Paulus III Farnese avled den 10 november 1549, och den efterföljande konklaven sammanträdde i hela tio veckor, innan man lyckades välja en ny påve. Detta berodde på att kardinalskollegiet var splittrat i tre fraktioner: de kejsartrogna kardinalerna som motsatte sig valet av kardinal Ciocchi del Monte, de franska kardinalerna och de kardinaler som var trogna släkten Farnese. De franska kardinalerna och Farnese-partiet lyckades enas, och den 7 februari 1550 valde man Ciocchi del Monte till påve med namnet Julius III; detta till kejsar Karl V:s stora förtret.
Politiskt sökte Julius III medla mellan Karl V och den franske kungen Henrik II, dock utan framgång. Julius III var redan vid sin kröning svårt plågad av gikt och valde helst att ägna sig åt mecenatskap för målare, arkitekter och poeter. Han uppdrog åt arkitekten Vignola att i norra Rom uppföra den arkitekturhistoriskt intressanta kyrkan Sant'Andrea in Via Flaminia (1552-1553) med oval kupol. Kyrkan uppfördes av Julius III i tacksamhet för att han 1527 undsluppit döden vid Roms skövling. Vignola ritade även Villa Giulia för påvens rekreation. Julius III utnämnde Giovanni Pierluigi da Palestrina till körmästare för Cappella Giulia vid Peterskyrkan.
Julius III avled av gikt den 23 mars 1555 och har fått sitt sista vilorum i Grotte Vaticane under Peterskyrkan.